# Haras de Topoľčianky
Le haras de Topoľčianky (prononciation slovaque : [ˈtɔpɔʎt͡ʃi̯aŋki]) , à Topoľčianky dans le district de Nitra en Slovaquie, est l'un des haras historiques d'élevage du Lipizzan et du Shagya.

## Histoire

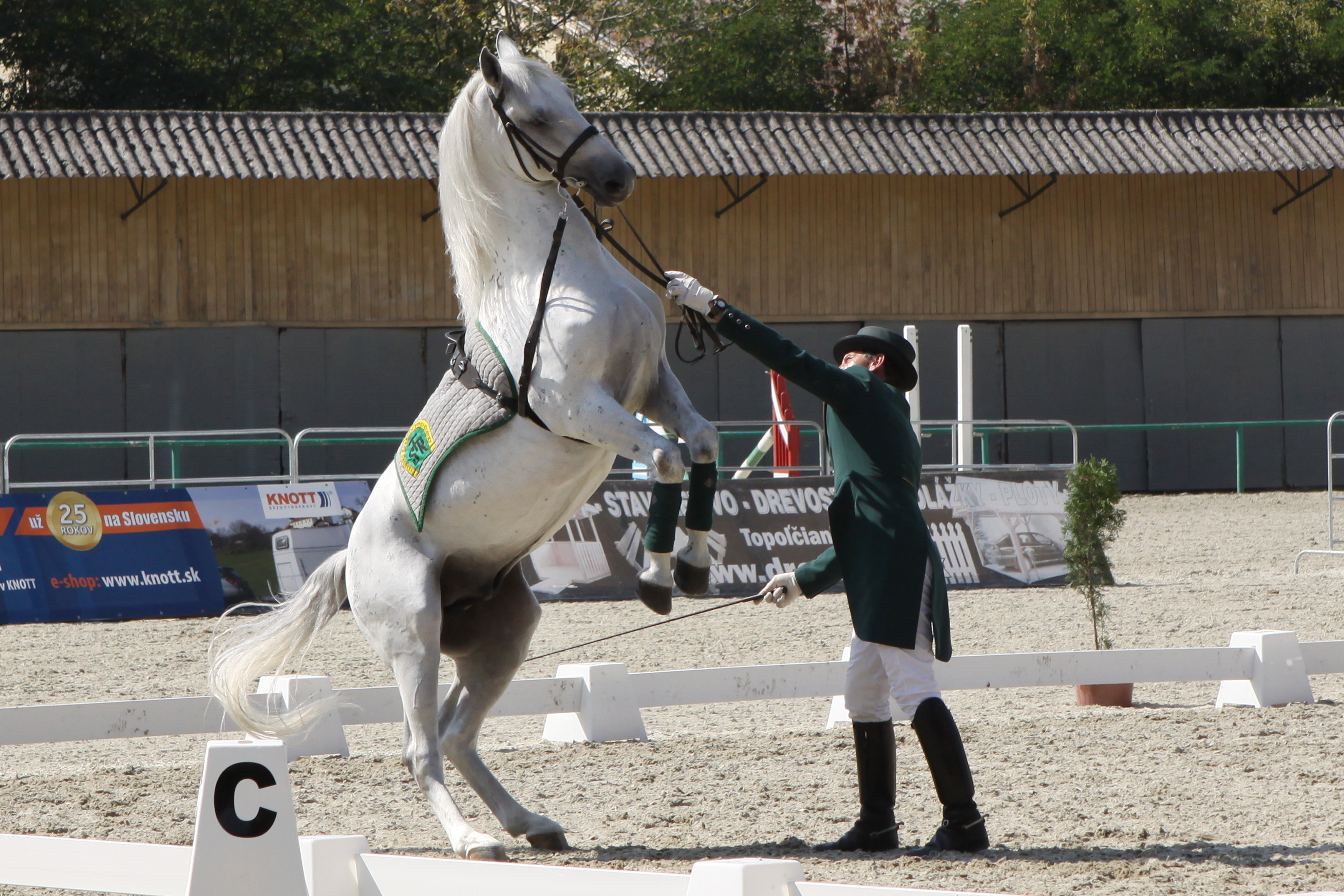
Démonstration de dressage d'un Lipizzan au haras de Topoľčianky en 2016.

L'élevage des chevaux est réorganisé après l'indépendance de la Tchécoslovaquie, en 1918 ; la création d'un haras national est alors préconisée afin de mettre des étalons reproducteurs à disposition de la population. Un nouveau programme d'élevage voit le jour au haras de Topoľčianky. En 1920, le haras est agrandi par de nouvelles constructions, et complété par l'arrivée de reproducteurs de race Nonius. Il dispose aussi d'un hippodrome, pour organiser des courses de chevaux. Il ouvre officiellement le 15 octobre 1921.
Ce haras est voisin du château de Topoľčianky, résidence d'été du président de la Tchécoslovaquie Tomáš Masaryk, qui aime le fréquenter et y pratique l'équitation, étant un cavalier confirmé.
La marque de ce haras est composée des lettres « ČRS » surmontées d'un grand « T » ; elle est apposée sur la cuisse des chevaux.

## Fonctionnement
En plus du Lipizzan, dont il est le seul haras d'élevage en Tchécoslovaquie puis en Slovaquie, il s'y élève l'Arabe Shagya depuis 1921. Depuis sa création, ce haras a fait naître des centaines de chevaux arabes, et en a vendu aux États-Unis et en Allemagne de l'Ouest.
Le haras de Topoľčianky est toujours une entreprise d'État. Il est possible d'y pratiquer l'équitation ou une promenade en attelage sur réservation.